# Riitta Kaarisalo
Riitta Leena Kaarisalo, född Mäkinen 2 augusti 1979 i Jämsä, är en finländsk socialdemokratisk politiker. Hon är ledamot av Finlands riksdag sedan 2018.
Mäkinen tillträdde 2018 som riksdagsledamot från en suppleantplats. Hon lyckades med att behålla mandatet i riksdagsvalet 2019 med 8 916 röster från Mellersta Finlands valkrets.